# General Electric Theater
General Electric Theater va ser una sèrie d'antologia estatunidenca presentada per Ronald Reagan que va ser emesa per CBS ràdio i televisió. La sèrie va ser patrocinada pel Departament de Relacions Públiques de General Electric.

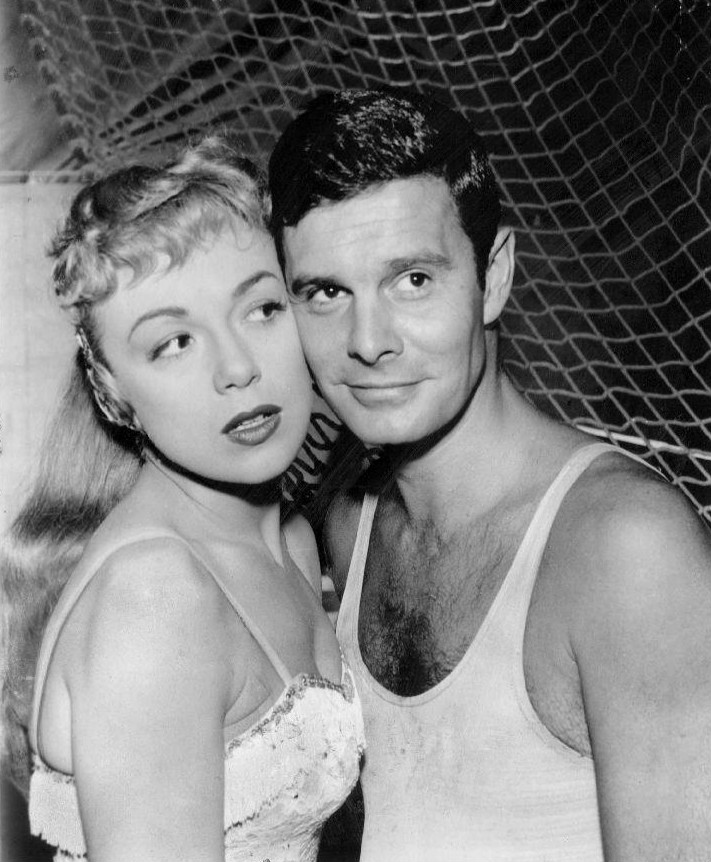
Edie Adams i Louis Jourdan a l'episodi "A Falling Angel" (1958).

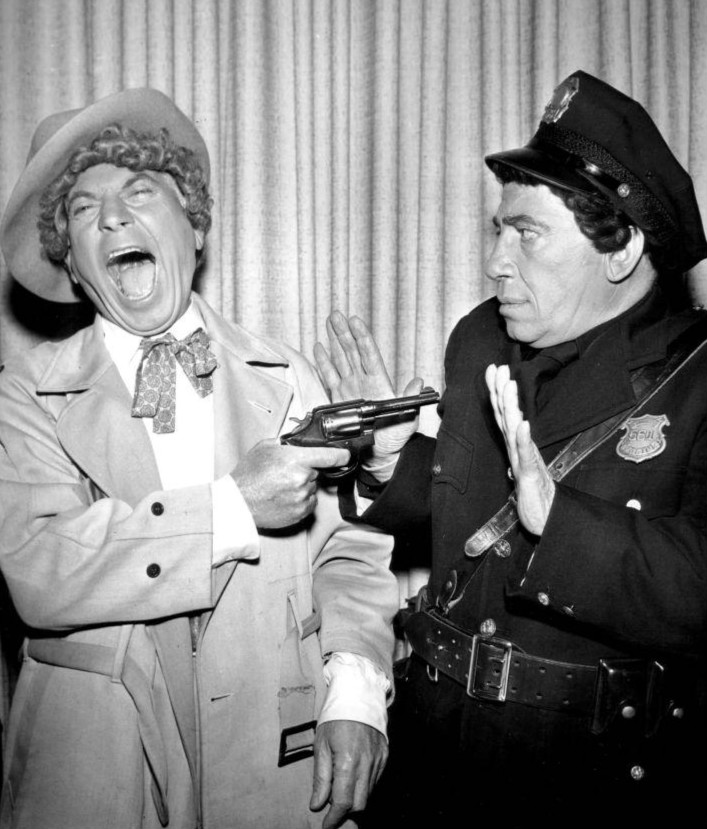
Harpo i Chico Marx actuaren a la pantomima "The Incredible Jewelry Robbery" el 1959.

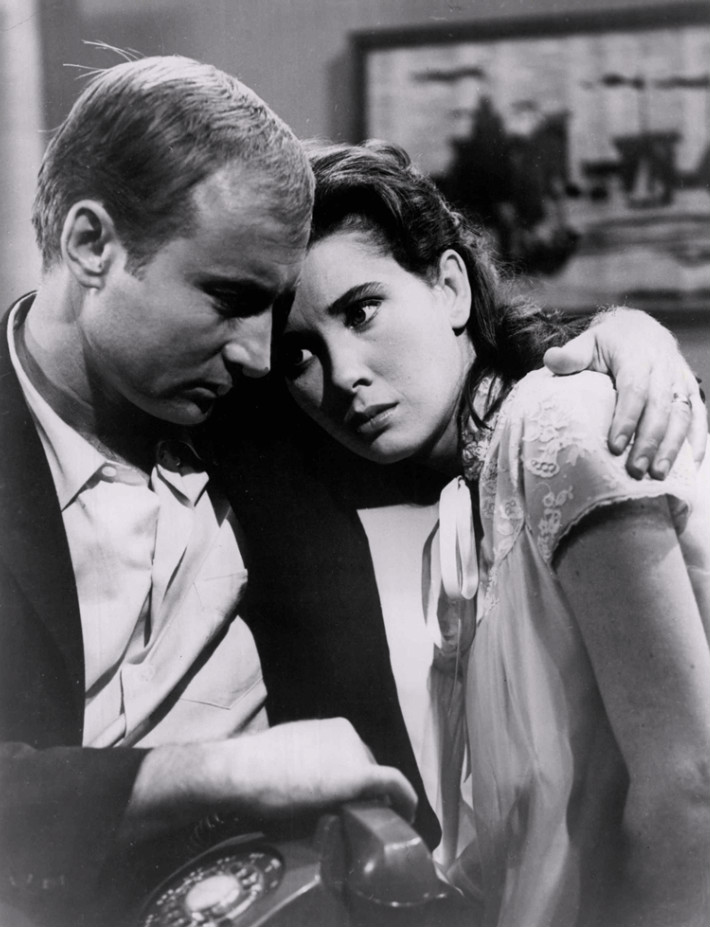
Nick Adams i Elinor Donahue a l'episodi "A Voice on the Phone" (1961).

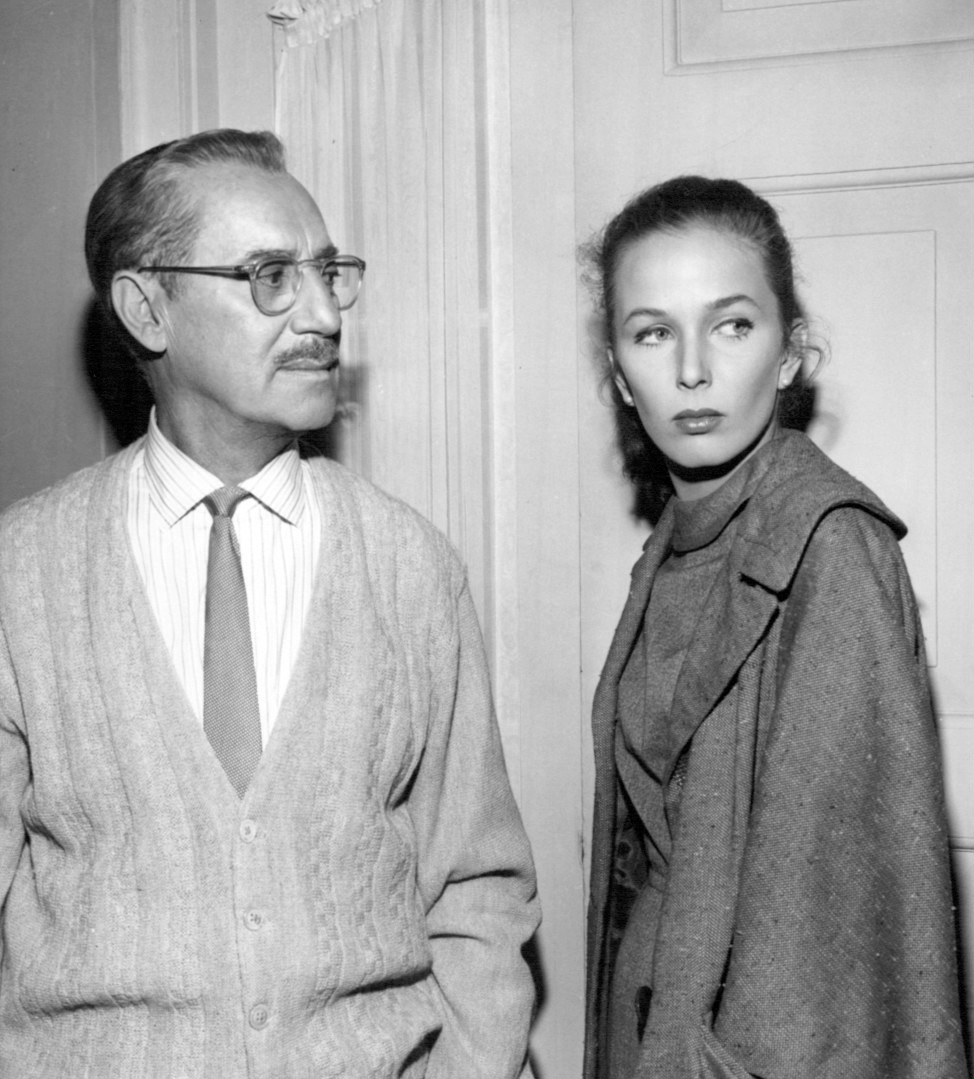
Groucho Marx i Brooke Hayward a "The Hold Out" (1961)

## Ràdio
Després d'un espectacle d'audició el 18 de gener de 1953, titulat The Token, amb Dana Andrews, la sèrie de ràdio, un reemplaçament d'estiu de The Bing Crosby Program, va debutar a CBS. el 9 de juliol de 1953, amb Ronald Colman en un episodi basat en Random Harvest. Amb estrelles convidades com Cary Grant, Irene Dunne, Van Johnson, Jane Wyman, William Holden, Alan Young, [[Dorothy ] McGuire]], John Hodiak, Ann Blyth, James Mason, Joan Fontaine i Judy Garland la sèrie va continuar fins l'1 d'octubre de 1953. Jaime del Valle va produir i dirigir l'espectacle. Ken Carpenter va ser l'amfitrió i locutor. Wilbur Hatch va proporcionar la música.
També conegut com G.E. Stereo Theatre, el programa "va ser la primera sèrie de ràdio en xarxa que es va emetre en FM en estèreo."

## Televisió
La versió televisiva del programa, produïda per MCA-TV/Revue, es va emetre cada diumenge al vespre a les 21:00 EST, a partir de l'1 de febrer de 1953, i acaba el 3 de juny de 1962. Cadascun dels 209 episodis estimats va ser una adaptació d'una novel·la, narració, obra de teatre, pel·lícula o ficció de revista. Una excepció va ser l'episodi de 1954 "Music for Christmas", que va comptar amb el director coral Fred Waring i el seu grup The Pennsylvanians interpretant música de Nadal. Jacques Tourneur va dirigir quatre episodis, "The Martyr'" (1955), "Into the Night" (1955), "Aftermath" (1960) i "Star Witness: The Lili Parrish Story" (1961). L'episodi del 24 d'abril de 1960, "Adam's Apples", va ser el pilot de la comèdia de situació Ichabod and Me, que es va emetre a CBS durant la temporada de televisió 1961–1962.
El 26 de setembre de 1954, Ronald Reagan va debutar com a únic presentador del programa. GE va afegir un amfitrió per oferir continuïtat en el format d'antologia. La puntuació de Nielsen del programa va millorar del número 27 la temporada 1953–1954 al número 17 el 1954–1955, seguit del número 11 el 1955–1956, el número 3 el 1956–1957, el número 7 el 1957–1958, el número 26 el 1958–1959, el número 23 el 1959–1960 i el número 20 el 1960–1961.
El contracte de Reagan amb GE també implicava treballar com a conferenciant motivacional per a l'empresa. Després de vuit anys com a amfitrió, Reagan va calcular que havia visitat 135 instal·lacions d'investigació i fabricació de GE i que havia conegut més de 250.000 persones. Durant aquest temps, també parlava en altres fòrums com ara clubs Rotary i Moose, presentant punts de vista sobre el progrés econòmic que en forma i contingut sovint eren similars al que deia en presentacions, segues i comentaris de tancament al programa com a portaveu de GE. Reagan, que més tard seria conegut com "El Gran Comunicador" per la seva habilitat oratòria, sovint va acreditar que aquests compromisos l'ajudaven a desenvolupar les seves habilitats de parlar en públic.

## Estrelles convidades
Entre les estrelles convidades de l'antologia hi hagué:
- Bud Abbott
- Edie Adams
- Nick Adams
- Claude Akins
- Eddie Albert
- Leon Ames
- Edward Andrews
- Fred Astaire
- Phyllis Avery
- Parley Baer
- Raymond Bailey
- Patricia Barry
- Anne Baxter
- Fred Beir
- Bea Benaderet
- Jack Benny
- Whit Bissell
- Joan Blondell
- Ray Bolger
- Ward Bond
- Scott Brady
- Neville Brand
- Ernest Borgnine
- Stephen Boyd
- Diane Brewster
- Charles Bronson
- Sally Brophy
- Edgar Buchanan
- Terry Burnham (3 aoaricions)[5][6][7]
- Michael Burns
- Francis X. Bushman
- Red Buttons
- Macdonald Carey
- Jack Carson
- Jack Cassidy
- Gower Champion
- Marge Champion
- George Chandler
- Lon Chaney Jr.
- Phyllis Coates
- Lee J. Cobb
- Claudette Colbert
- Ronald Colman
- Chuck Connors
- Richard Conte
- Russ Conway
- Ellen Corby
- Lou Costello
- Joseph Cotten
- Jerome Cowan
- Bob Crane
- Joan Crawford
- Hume Cronyn
- Tony Curtis
- Bette Davis
- Sammy Davis Jr.
- Jim Davis (actor)
- James Dean
- Richard Denning
- Elinor Donahue
- Ann Doran
- Dan Duryea
- John Ericson
- Bill Erwin
- Richard Eyer
- William Fawcett
- Frank Ferguson
- Nina Foch
- Joan Fontaine
- Eduard Franz
- Eva Gabor
- Zsa Zsa Gabor
- Judy Garland
- Greer Garson
- Anthony George
- George Gobel
- Billy Gray
- Virginia Gregg
- Virginia Grey
- Kevin Hagen
- Alan Hale Jr.
- Brooke Hayward
- Barbara Hale
- Darryl Hickman
- Ed Hinton
- Dennis Holmes
- Skip Homeier
- Ron Howard
- Gary Hunley
- Kim Hunter
- Burl Ives
- Victor Jory
- Allyn Joslyn
- Louis Jourdan
- Boris Karloff
- Joseph Kearns
- Ricky Kelman
- Stan Kenton
- Ernie Kovacs
- Otto Kruger
- Nancy Kulp
- Alan Ladd
- Michael Landon
- Joi Lansing
- Keith Larsen
- Charles Laughton
- Piper Laurie
- Cloris Leachman
- Art Linkletter
- Myrna Loy
- Dayton Lummis
- Carol Lynley
- Dorothy Malone
- Flip Mark
- Strother Martin
- Scott Marlowe
- Nora Marlowe
- E. G. Marshall
- Lee Marvin (record 7 aparicions)
- Chico Marx
- Groucho Marx
- Harpo Marx
- Raymond Massey
- Walter Matthau
- Tyler MacDuff
- Gisele MacKenzie
- Fred MacMurray
- George Macready
- Kevin McCarthy
- John McIntire
- Eve McVeagh
- Patrick McVey
- Tyler McVey
- Joyce Meadows
- Burgess Meredith
- Gary Merrill
- Robert Middleton
- Vera Miles
- Ray Milland
- Ewing Mitchell
- George Montgomery
- Rita Moreno
- Dennis Morgan
- Read Morgan
- Audie Murphy
- Burt Mustin
- Leslie Nielsen
- Lloyd Nolan
- Dan O'Herlihy
- J. Pat O'Malley
- Geraldine Page
- Barbara Parkins
- Neva Patterson
- John Payne
- Larry Pennell
- Suzanne Pleshette
- Judson Pratt
- Vincent Price
- Nancy Davis Reagan
- Jason Robards Sr.
- Ruth Roman
- George Sanders
- Karen Sharpe
- Robert F. Simon
- Dean Stockwell
- Everett Sloane
- Stella Stevens
- James Stewart
- Nick Stewart
- Olive Sturgess
- Hope Summers
- Gloria Talbott
- Rod Taylor
- Phyllis Thaxter
- Gene Tierney
- Audrey Totter
- Harry Townes
- Claire Trevor
- Lurene Tuttle
- Gary Vinson
- Beverly Washburn
- David Wayne
- Christine White
- Jesse White
- Cornel Wilde
- Rhys Williams
- Natalie Wood
- Fay Wray
- Will Wright
- Jane Wyman
- Ed Wynn
- Keenan Wynn

## Reagan acomiadat per General Electric
Michael Reagan, fill adoptiu de Ronald Reagan i Jane Wyman, afirma que el Procurador General dels Estats Units Robert F. Kennedy va pressionar GE perquè cancel·lés The General Electric Theatre o almenys que acomiadés Reagan com a amfitrió si el programa hagués de continuar. La sèrie no es va abandonar a causa de les baixes qualificacions, sinó de la intervenció política, encara manté el jove Reagan. Michael va afirmar que Robert Kennedy va dir als caps de GE que la companyia no rebria contractes federals mentre Reagan fos l'amfitrió de la sèrie. Michael va assenyalar la ironia que l'acomiadament del seu pare va impulsar Reagan a l'àmbit polític, i divuit anys després, Reagan prestaria el jurament del càrrec com la persona més gran que es va convertir en president dels Estats Units fins aquell moment (Joe Biden superaria aquest rècord). amb la seva elecció a les 2020). La directiva de Kennedy és un altre exemple de la "llei de les conseqüències no desitjades". Si Kennedy s'hagués quedat al marge dels afers de contracte de GE, probablement no hi hauria hagut cap governador ni president Reagan.
De Reagan: The Life, H.W. Brands, Anchor Books, New York 2015
Pàgines 124–125: Les jeremiades de Reagan contra el govern intrusor van citar la Tennessee Valley Authority (TVA) com a exemple, fins que va saber que els executius de TVA estaven escoltant i preguntant-se al cap de General Electric, Ralph Cordiner, per què no haurien de canvier les seves compres a una empresa més apreciativa. Cordiner va dir que no censuraria Reagan, un moviment que va fer que Reagan es censurés a si mateix. Reagan va recordar haver dit: "Senyor Cordiner, què diria si pogués fer el meu discurs amb la mateixa eficàcia sense esmentar TVA?" [També va recordar la resposta:] "Bé, em facilitaria la feina". Reagan va concloure la història "Eliminar TVA del meu discurs no va ser cap problema". [Aquesta cita està extreta directament de Where's the Rest of Me?, Ronald Reagan with Richard G. Hublen, Duell, Sloan and Pearce, New York, 1965, pp. 269–270]
Pàgina 131: El 1961, el Departament de Justícia va iniciar una investigació sobre la fixació de preus a la indústria d'equips elèctrics. General Electric era un objectiu principal. La direcció corporativa va decidir actuar amb prudència per evitar qualsevol cosa que aixequés el perfil de l'empresa innecessàriament. Els atacs de Reagan al gran govern ho van fer. .... L'empresa es va oferir a mantenir-lo llançant productes comercials si deixava de parlar de política. ...Va decidir que el discurs reduït era massa petit.
D' An American Life, Simon and Schuster, Nova York, 1990, pàgina 137: “El 1962, hi va haver un canvi de direcció a General Electric que va posar fi a la meva satisfactòria relació de vuit anys amb l'empresa. Ralph Cordiner es retirava i la nova direcció em va demanar, a més de continuar com a presentador del GE Theater, que sortís a la carretera i em convertís en un llançador de productes de General Electric, és a dir, que em convertís en venedor. Els vaig dir que després d'haver desenvolupat aquest tipus de seguidors parlant dels problemes en els quals creia, no sortiria a vendre torradores.
De When Character was King, Peggy Noonan, Penguin, Nova York, 2001, pàgina 84:, La nova direcció li va demanar que es quedés... però vagi a la carretera i presentp els productes de GE . Van insistir. Va dir que no. El van cancel·lar.
Don Herbert, una personalitat televisiva coneguda com a presentador de Watch Mr. Wizard, va aparèixer com el "General Electric Progress Reporter", afegint un toc científic a la publicitat institucional. El programa va ser produït per Revue Studios, el successor del qual en interès, NBC Universal Television, era copropietat de GE.
Després de la cancel·lació del General Electric Theatre el 1962, la sèrie va ser substituïda en la mateixa franja horària per l'efímera GE True patrocinada per GE, presentada per Jack Webb.
El 17 de març de 2010, General Electric va presentar a la vídua de Reagan Nancy Davis Reagan còpies de vídeo de 208 episodis de General Electric Theatre, per ser donats a la Biblioteca presidencial Ronald Reagan.
El 20 d'abril de 2010, es va descobrir un episodi en directe "perdut" del General Electric Theatre - "The Dark, Dark Hours", que es va emetre originalment el 12 de desembre de 1954. El va trobar l'escriptor de la NBC Wayne Federman, que estava treballant en una retrospectiva televisiva per a la celebració del centenari de Reagan. L'episodi va ser destacable perquè Ronald Reagan va fer equip amb James Dean. Els moments destacats es van emetre a CBS Evening News, NBC Nightly News i Good Morning America.

## Directors
- "The Martyr", dirigit per Jacques Tourneur (1956) (25 min)
- "Into the Night", dirigit per Jacques Tourneur (1955) (25 min)
- "Aftermath", dirigit per Jacques Tourneur (1960) (25 min)
- "Star Witness: The Lili Parrish Story", dirigit per Jacques Tourneur (1961) (25 min)